# Exámenes ESOL de la Universidad de Cambridge
Los certificados y pruebas de la Universidad de Cambridge son desarrollados y producidos por el departamento de Cambridge Assessment English - ESOL (English for Speakers of Other Languages).
Estos exámenes se fundaron en el año 1967 y son una de las gamas de certificaciones más prestigiosas para estudiantes y profesores de inglés.

## Certificaciones y pruebas
Certificados y pruebas hechos bajo el estándar del Marco Común Europeo de Referencia para las lenguas (MCER).

### Certificados para escuelas de Cambridge English
| Exámenes                                                                   | Nivel MCER   | Conocimiento    |
| -------------------------------------------------------------------------- | ------------ | --------------- |
| Pre A1 Starters (anteriormente YLE Starters)                               | Pre nivel A1 | Elemental       |
| A1 Movers (anteriormente YLE Movers)                                       | A1           | Elemental       |
| A2 Flyers (anteriormente YLE Flyers)                                       | A2           | Elemental       |
| A2 Key for Schools (anteriormente KET –Key English Test–)                  | A2           | Elemental       |
| B1 Preliminary for Schools (anteriormente PET –Preliminary English Test–)  | B1           | Intermedio      |
| B2 First for Schools (anteriormente FCE –First Certificate in English–)    | B2           | Intermedio-alto |
| C1 Advanced (anteriormente CAE –Certificate in Advanced English–)          | C1           | Avanzado        |
| C2 Proficiency (anteriormente CPE –Certificate of Proficiency in English–) | C2           | Maestría        |

### Certificados para educación superior y general de Cambridge English
| Exámenes                                                                   | Nivel MCER | Conocimiento    |
| -------------------------------------------------------------------------- | ---------- | --------------- |
| A2 Key (anteriormente KET –Key English Test–)                              | A2         | Elemental       |
| B1 Preliminary (anteriormente PET –Preliminary English Test–)              | B1         | Intermedio      |
| B2 First (anteriormente FCE –First Certificate in English–)                | B2         | Intermedio-alto |
| C1 Advanced (anteriormente CAE –Certificate in Advanced English–)          | C1         | Avanzado        |
| C2 Proficiency (anteriormente CPE –Certificate of Proficiency in English–) | C2         | Maestría        |

### Certificados de inglés para los negocios
| Exámenes                                                | Nivel MCER |
| ------------------------------------------------------- | ---------- |
| B1 Business Preliminary (anteriormente BEC Preliminary) | B1         |
| B2 Business Vantage (anteriormente BEC Vantage)         | B2         |
| C1 Business Higher (anteriormente BEC Higher)           | C1         |

### Pruebas de admisión
| Exámenes                                       | Especialidad                            |
| ---------------------------------------------- | --------------------------------------- |
| Occupational English Test (OET)                | Medicina y cuidado de la salud          |
| BioMedical Admissions Test (BMAT)              | Medicina y cuidado de la salud          |
| International Medical Admissions Test (IMAT)   | Medicina y cuidado de la salud          |
| English Literature Admissions Test (ELAT)      | Temas específicos                       |
| Sixth Term Examination Paper (STEP)            | Temas específicos                       |
| Thinking Skills Assessment (TSA)               | Prueba de habilidades                   |
| Cambridge Personal Styles Questionnaire (CPSQ) | Evaluación de estilos de comportamiento |

## IELTS
IELTS (International English Language Testing System) es administrado por una asociación internacional de organizaciones sin fines de lucro como son la Universidad de Cambridge (Cambridge Assessment English-ESOL —English for Speakers of Other Languages—), el British Council y el "IDP: IELTS Australia", y se administra a través de más de 400 centros de exámenes en 150 países de todo el mundo. Más de un millón y medio de los candidatos se examinan cada año, que es utilizado por más de 1.000 universidades y colegios en el mundo anglosajón, incluyendo más de 700 instituciones en los Estados Unidos, como un requisito de acceso estándar a sus cursos.
Su principal competidor es el estadounidense TOEFL (Test of English as a Foreign Language —"Examen de Inglés como Lengua Extranjera"—).
La prueba de ambos exámenes no sólo es de inglés general sino también de inglés para fines académicos.

## Correspondencia con el Marco Común Europeo de Referencia para las Lenguas
Los exámenes de Cambridge English se corresponden con el Marco Común Europeo de Referencia para las Lenguas (MCER) en seis niveles de conocimiento:
A1 es el nivel de los principiantes.
| MCERL | Certificados Cambridge English | Examen IELTS    | Business Language Testing Service | Business English Certificates | Legal English | Financial English |
| A1    |                                |                 |                                   |                               |               |                   |
| A2    | A2 Key                         | IELTS 3 - 3.5   | BULATS 20-39                      |                               |               |                   |
| B1    | B1 Preliminary                 | IELTS 4 - 4.5   | BULATS 40-59                      | B1 Business Preliminary       |               |                   |
| B2    | B2 First                       | IELTS 5 - 6     | BULATS 60-74                      | B2 Business Vantage           | ILEC          | ICFE              |
| C1    | C1 Advanced                    | IELTS 6.5 - 7.5 | BULATS 75-89                      | C1 Business Higher            | ILEC          | ICFE              |
| C2    | C2 Proficiency                 | IELTS 8 - 9.0   | BULATS >90                        |                               |               |                   |